# Lancaster (ciutat de Pennsilvània)
Lancaster (AFI /ˈlæŋkɪstər/ a la catalana [lánquistah]), formalment City of Lancaster, és una ciutat i seu del comtat de Lancaster, Pennsilvània. Amb una població de 58.039 persones d'acord al cens del 2020, és la vuitena ciutat més poblada de l'estat. És una ciutat central dins del centre sud de Pennsilvània, amb 552.984 residents a l'àrea metropolitana de Lancaster.
Instal·lada a la dècada de 1720, Lancaster és una de les ciutats més antigues dels Estats Units. Fou la capital de Pennsilvània entre 1799 i 1812. Les indústries principals de la ciutat son la sanitat, el turisme, l'administració pública, la indústria manufacturera i els serveis tant professionals com semi-professionals. Lancaster és a 59 milles (95 km) al sud-oest d'Allentown i 61 milles (98 km) a l'oest de Filadèlfia i és un centre del País holandès de Pennsilvània.

## Història

### Edat Moderna
Originalment anomenada Hickory Town, Lancaster fou rebatejada més tard adoptant el nom de la ciutat anglesa de Lancaster pel nadiu John Wright. El seu símbol, la rosa vermella, representa la casa de Lancaster. Lancaster consta a la Penn's Woods Charter rebuda per William Penn el 1681, i fou establerta per James Hamilton el 1734. Fou incorporada com a borough el 1742, i incorporada com a ciutat el 1818.
L'estiu del 1744 al palau de justícia de Lancaster s'hi ratificà un important tractat colonial entre la Confederació Haudenosaunee i les províncies de Pennsilvània, Maryland i Virgínia. Conrad Weiser exercí d'intèrpret, i el text del tractat fou publicat poc després per Benjamin Franklin.
El dia 21 de setembre de 1777, durant la Revolució Americana, Lancaster fou, temporalment, la capital dels Estats Units, després que el Congrés Continental hagués de fugir de Filadèlfia, que havia estat capturada pels britànics. El govern revolucionari es va traslladar encara més lluny a York. En aquell breu moment fixà la seu al Palau de Justícia (que fou construït el 1739, destruït per un incendi el 1784 i reconstruït abans de traslladar-se a l'actual Palau de Justícia del Comtat de Lancaster el 1852; en aquest lloc avui dia hi ha el Soldiers & Sailors Monument a Penn Square c. 1874).

### Edat Contemporània
Lancaster va ser la capital de Pennsilvània des del 1799 fins al 1812, amb la capital de l'estat situada al Court House (construït el 1784 i enderrocat el 1852 i ara ocupat pel Soldiers & Sailors Monument a Penn Square). El 1812 la capital fou traslladada a Harrisburg, on ha romàs des de llavors.
Els informes del censos dels Estats Units mostren que, des del 1800 fins al 1900, Lancaster estigué entre les 100 zones urbanes més poblades del país.
El 1851 es construí l'actual presó del comtat de Lancaster, coneguda localment com Lancaster Castle (literalment "castell de Lancaster"), però no comparteix cap semblança visual amb el castell de Lancaster anglès. La presó roman en ús, i s'hi practicaren execucions a la forca fins al 1912. Aquesta infrastructura penitenciària substituí una antiga presó, avui dia seu de la Fulton Opera House. YYYY
El 1803 Meriwether Lewis visità Lancaster amb l'objectiu de formar-se en mètodes d'amidament pel conegut agrimensor Andrew Ellicott . Durant la seva visita, Lewis aprengué a traçar la latitud i la longitud com a part de la seva formació general necessària per dirigir l'expedició de Lewis i Clark.
El 1879 Franklin Winfield Woolworth obrí la seva primera botiga de cinc centaus a la ciutat de Lancaster, la FW Woolworth Company.
Lancaster fou una de les comunitats guanyadores del premi All-America City l'any 2000.
El 2009 una organització comunitària va instal·lar i va començar a controlar 164 càmeres de circuit tancat a Lancaster, fet que va generar certa oposició local.
Lancaster rep 20 cops més refugiats per càpita que la resta dels Estats Units, la qual cosa el va portar a ser batejada com la "capital dels refugiats dels Estats Units" el 2015. Entre el 2005 i el 2019, prop de 5.000 refugiats foren traslladats a Lancaster. El 2019 Lancaster anuncià la seva designació com a Certified Welcoming City (literalment "Ciutat Certificada d'Acollida"). La premi Nobel Malala Yousafzai visità Lancaster el 2017 per honrar el seu compromís amb els refugiats, una experiència que va detallar al seu llibre We Are Displaced . El 2024 l'Ajuntament de Lancaster votà deixar de cooperar amb el Servei de Control de Duanes i Immigració dels Estats Units (oficina federal ocupada en el control migratori).

## Geografia física
Lancaster és a l'altiplà de Piedmont de Pennsilvània. Segons l'Oficina del Cens la ciutat cobreix una superfície de 7.35 milles quadrades (19.0 km2), de les quals, 7.23 milles quadrades (18.7 km2) son terra ferma i l'1,65% son cobertes per les aigües.

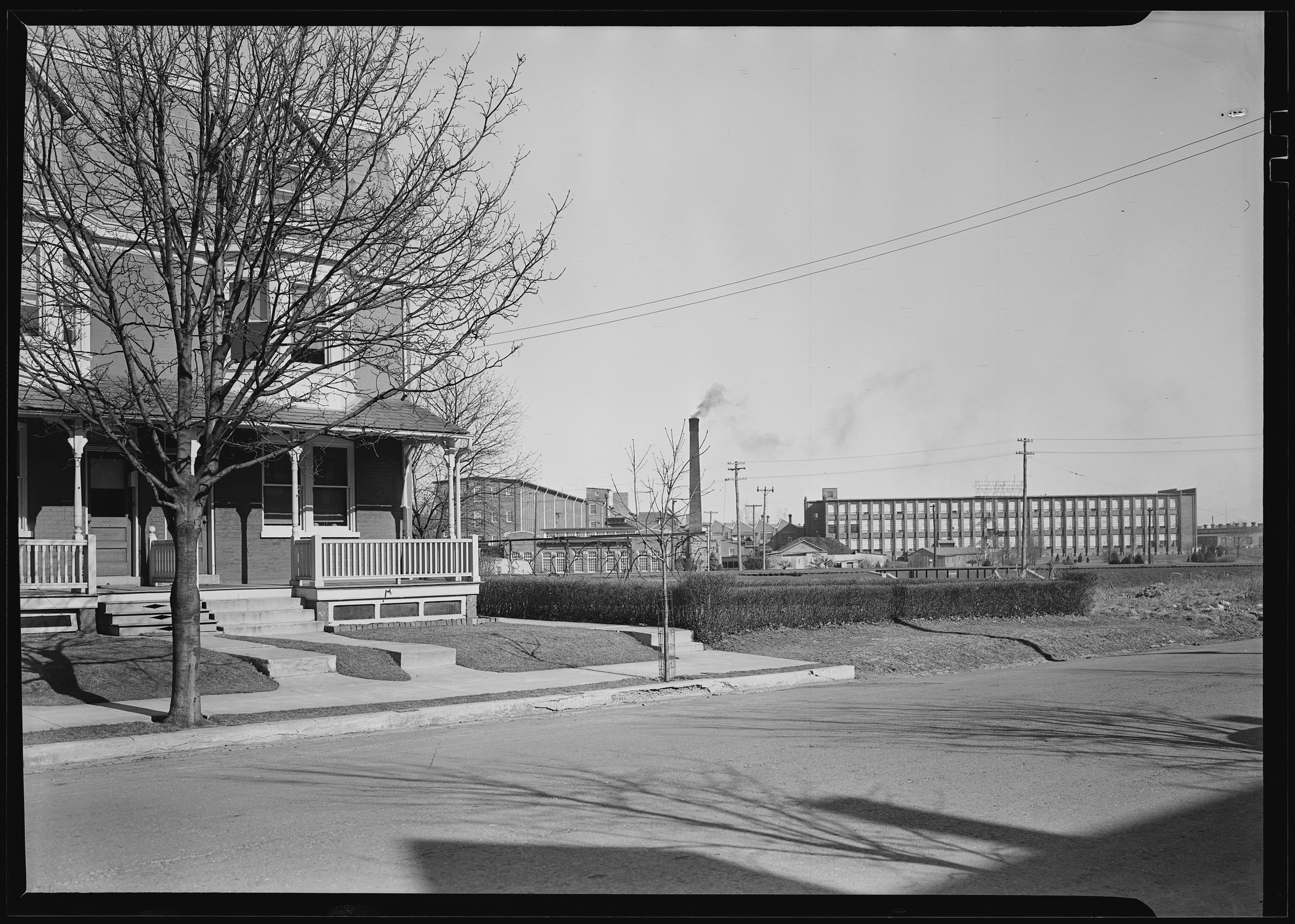
Cases adossades i molins Stehli, a c. Foto de Lewis Hine

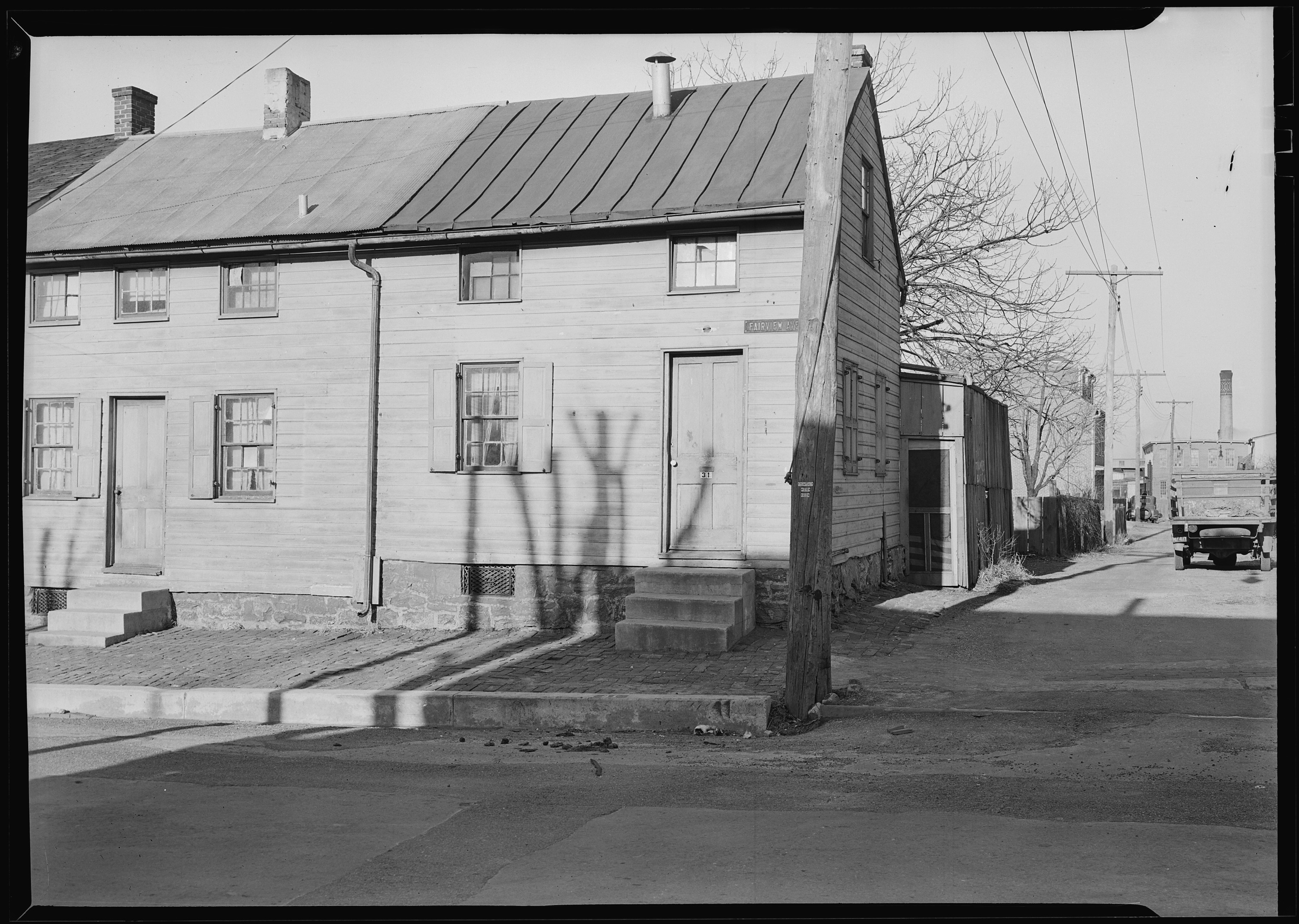
Cabbage Hill, a c. Foto de de Lewis Hine

## Demografia
D'acord al cens del 2020 Lancaster tenia 58.039 habitants, dels quals, un 40,3% eren hispans/llatins, un 38,9% blancs no hispans, un 12,6% negres no hispans, un 3,8% asiàtics, un 4,4% mixtes o altres.
Segons el cens del 2000 la ciutat tenia 56.348 habitants, 20.933 habitatges, i 12.162 famílies, resultant una densitat de 2,940.7 habitants /km2 (7.616,5 habitants per milla quadrada). Hi havia 23.024 habitatges amb una densitat mitjana de 1.201,6 hab./km2 (3.112,1 per milla quadrada).
Dels 20.933 habitatges en un 31,6% hi vivien menors de 18 anys, en un 33,4% hi vivien parelles casades, en un 19% dones solteres i un 41,9% no eren famílies. En el 33,1% dels habitatges hi vivien persones soles, el 9,9% de les quals tenien 65 o més anys. El nombre mitjà de persones vivint A cada habitatge de mitjana hi vivien 2,52 persones, ascendint fins a 3,23 en el cas d'habitatges ocupats per famílies.
La població es repartia en les següents classes etàries: un 27,5% eren menors de 18 anys, un 13,9% entre 18 i 24, un 30,5% entre 25 i 44, un 17,7% entre 45 i 60 i un 10,5% 65 anys o més, resultant una mitjana d'edat de 30 anys. Per cada 100 dones hi havia 95,2 homes. Per cada 100 dones de 18 o més anys hi havia 91,4 homes.
La renda mediana per habitatge era de 29.770 $ i la renda mediana per família de 34.623 $. Els homes tenien una renda mediana de 27.833 $ i la de les dones era de 21.862 $. La renda per capita de la població era de 13.955 $. El 21,2% de la població i el 17,9% de les famílies estaven per davall del llindar de pobresa. El 29,2% dels menors de 18 anys i el 12,9% dels de 65 o més vivien per sota del llindar de pobresa. La pobresa a Lancaster és el doble de la mitjana de l'estat, i els registres de les escoles públiques indiquen més de 900 nens sense llar. Tot i que hi ha molts amish d'aquesta zona, no tots els habitants de Lancaster són amish, al contrari de la creença popular.

### Grups ètnics
Segons el cens del 2010 els habitants de la ciutat foren adscrits a les següents races o etnicitats: un 55,2% blancs, un 16,3% negres o afroamericans, 0,7% nadius americans, un 3,0% asiàtics, 0,1% nadius hawaians i 5,8% eren dues o més races. El 39,3% de la població era d'ascendència hispana o llatina.
En el cens del 2000 la composició racial de la ciutat era un 61,55% blancs, un 14,09% afroamericans, un 0,44% nadius americans, un 2,46% asiàtics, 0,08% insulars del Pacífic, un 17,44% d'altres races, i un 3,94% de dues o més races. El 30,76% de la població eren hispans o llatins de qualsevol raça.
Els grups ètnics més grans a Lancaster segons estimacions recents són:
- Porto-riquenys 29,2%
- alemanys 21,2%
- Afroamericans 12,8%
- Irlandesos 8,6%
- Anglesos 8,2%
- Italians 4,1%
- dominicans 3,2%
- polonesos 2,0%
- Escocesos 1,9%
- mexicans 1,8%
- cubans 1,7%
- Caribenys (exclosos porto-riquenys) 1,0%

El 2010 el 29,2% dels residents de Lancaster tenien ascendència porto-riquenya. La ciutat té la segona concentració més alta de porto-riquenys a Pennsilvània després de Reading. Per aquest motiu, sovint es coneix la ciutat com la "rosa espanyola" (spanish rose). Lancaster celebra el seu patrimoni porto-riqueny un cop l'any amb el Festival de Puerto Rico.

## Economia

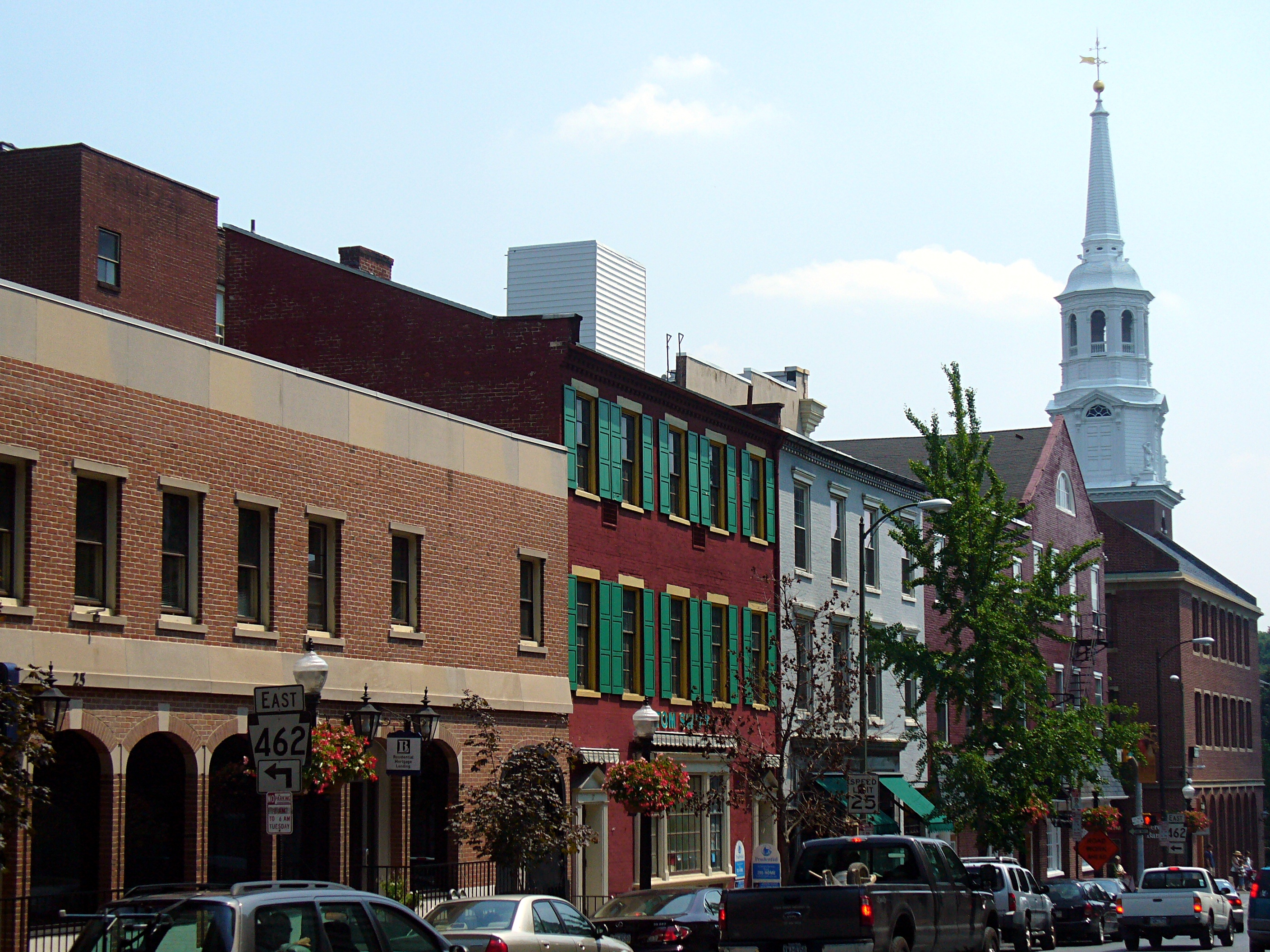
Paisatge de carrer de Lancaster

Des del 2005 el centre de Lancaster s'ha enriquit amb més botigues especialitzades, botigues, bars, clubs i galeries.
L'únic parc comercial i industrial de la ciutat, Burle Business Park, obrí originalment el 1942 com una planta d'investigació, desenvolupament i fabricació d'electrònica de la Marina dels EUA operada per la RCA. Després de la Segona Guerra Mundial la RCA comprà aquesta instal·lació. Burle Business Park fou ocupat en un primer moment per Burle Industries, l'empresa successora de RCA, i un fabricant de productes de tubs de buit. Burle va completar una neteja voluntària sota el programa de reciclatge de terres de Pennsilvània.

### Botigues

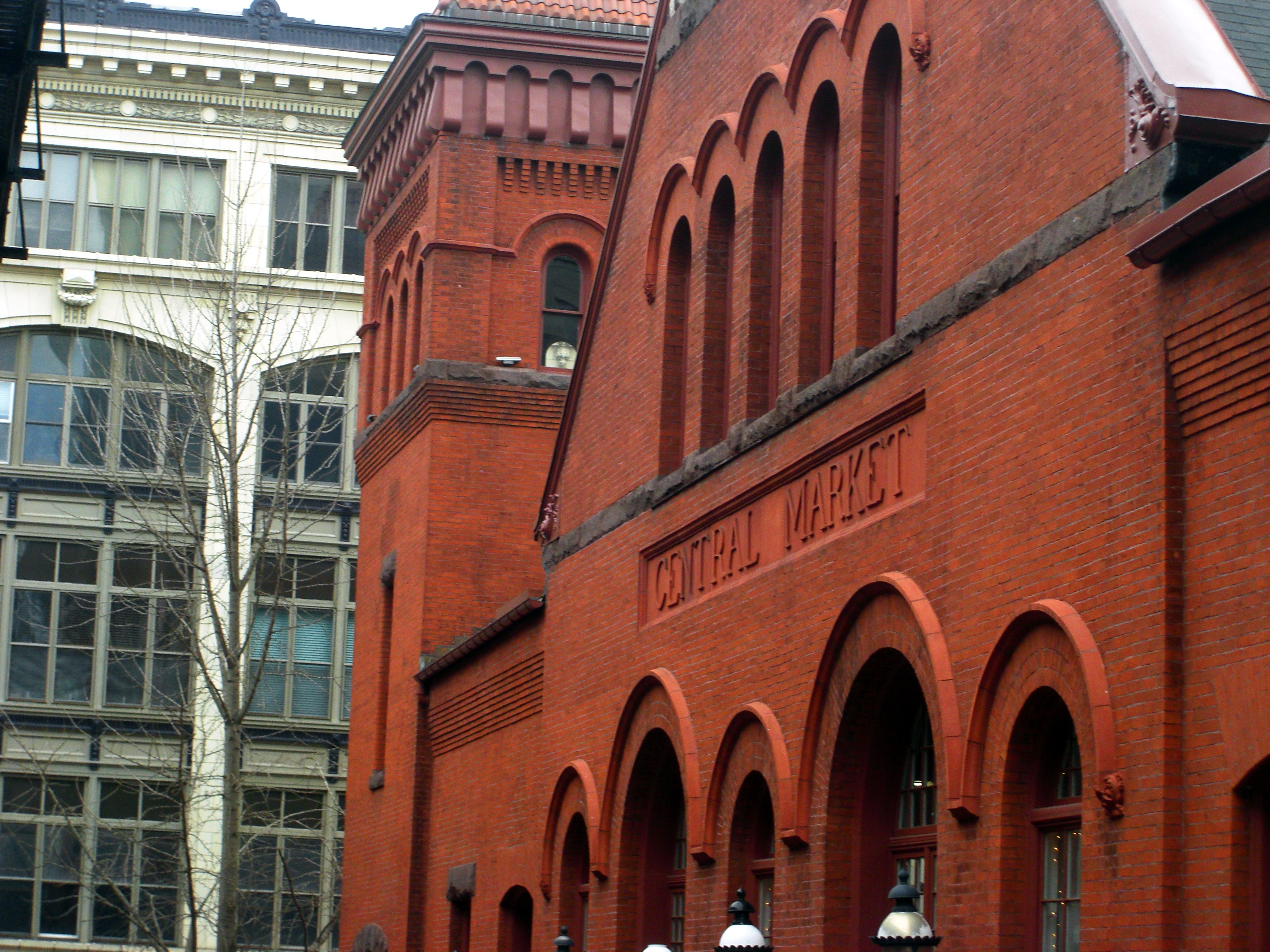
Mercat central de Lancaster

A més de les boutiques, les botigues de segona mà i les galeries d'art de Lancaster (Gallery Row), Park City Center és el centre comercial tancat més gran de South Central Pennsylvania. El centre comercial acull més de 150 botigues i grans magatzems Boscov's, JCPenney i Kohl's. Park City s'inaugurà el setembre del 1971.
Construït el 1889, el mercat central de Lancaster és el mercat d'agricultors més antic dels Estats Units, i molts turistes hi van a comprar artesanies amish que habitualment no es poden trobar enlloc més. El Mercat Central està inclòs al Registre Nacional de Llocs Històrics i les seves torres són d'estil revival romànic. El mercat fou reformat el juliol del 2010.
Lancaster també té dos centres comercials outlet, tots dos situats a East Lampeter Township a la ruta 30 dels EUA . Tanger Outlets acull unes 65 botigues. The Shops at Rockvale conté més de 100 botigues i restaurants.

### Els majors ocupadors
Segons un informe financer del 2018 de Lancaster els principals ocupadors de la ciutat eren:

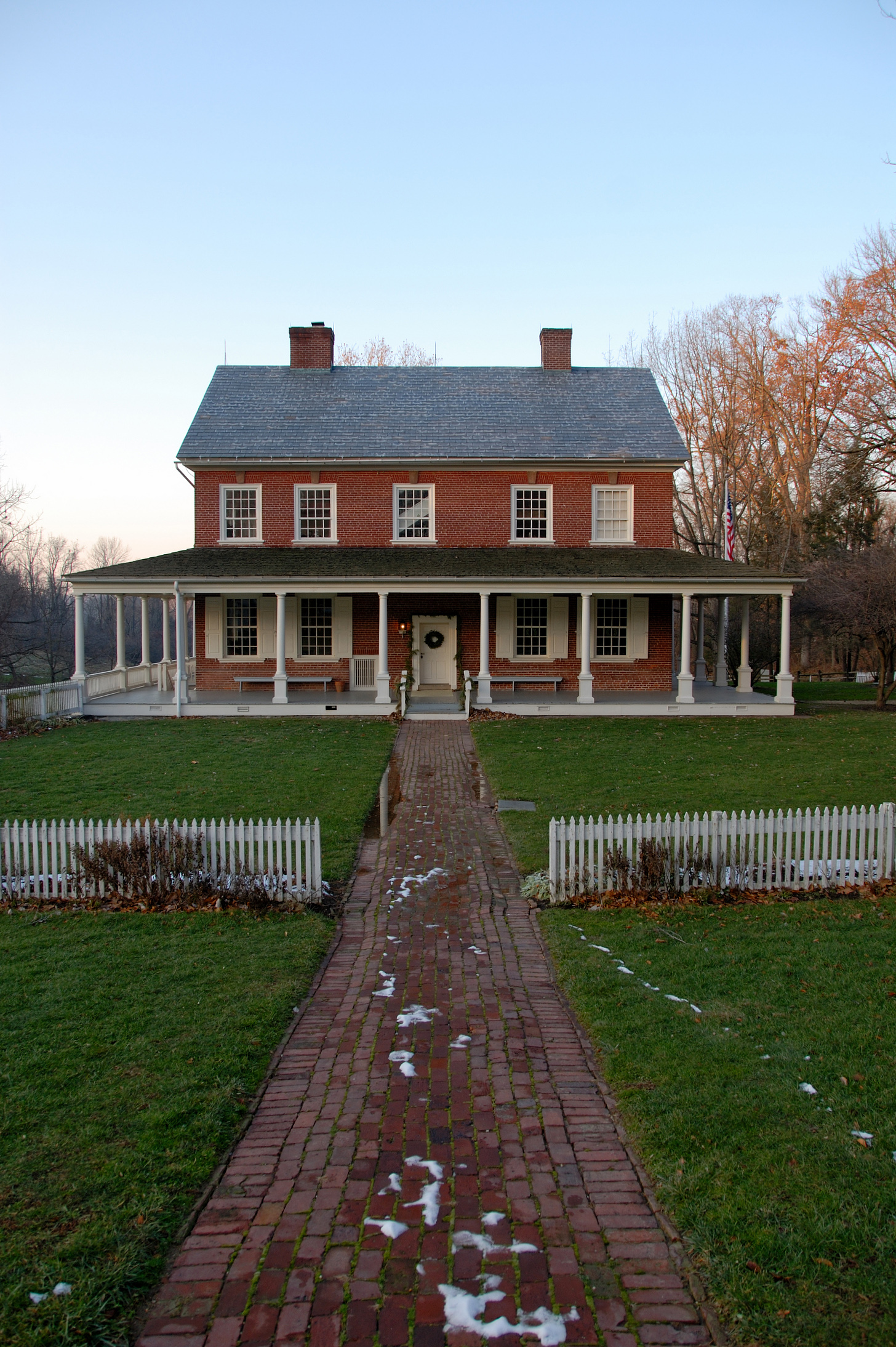
L'històric Rock Ford

| # | Ocupador                       | Nombre d'empleats    |
| - | ------------------------------ | -------------------- |
| 1 | Hospital General de Lancaster  | 9.406                |
| 2 | The Giant Company              | Dades no disponibles |
| 3 | Comtat de Lancaster            | 1.681                |
| 4 | Nordstrom, Inc.                | Dades no disponibles |
| 5 | Lancaster Laboratories         | Dades no disponibles |
| 6 | Districte escolar de Lancaster | 1.646                |
| 7 | Dart Container Corporation     | Dades no disponibles |

## Cultura
La ciutat de Lancaster té museus d'art, d'artesania i d'història. El Museu Demuth es troba a l'antiga casa del conegut pintor Charles Demuth, qui adquirí reputació d'abast nacional al segle XX. Entre els altres museus hi ha el Lancaster Museum of Art el Philips Museum of Art al campus de Franklin & Marshall College. Els estudiants d'art de la Pennsylvania College of Art and Design d'últim curs presenten els seus treballs a la galeria de l'acadèmia, que està oberta al públic. LancasterARTS, una organització sense ànim de lucre fundada l'any 2002, hi promou l'art i l'artesania contemporània.
El Lancaster County Quilts and Textile Museum (2007-2011), celebrava l'art dels edredons cosits a mà i altres articles tèxtils produïts per dones de les comunitats amish i mennonites de la regió.
El National Watch & Clock Museum, fundat el 1977, té la col·lecció de rellotges de paret i de canell més gran d'Amèrica del Nord.
El lloc històric de Stevens and Smith és al vestíbul de Vine Street del centre de convencions del comtat de Lancaster. Allí hi ha l'antiga casa del senador nord-americà Thaddeus Stevens i la seva companya Lydia Hamilton Smith. La part subterrània del lloc inclou una característica del Ferrocarril Subterrani descoberta recentment: una cisterna d'aigua reutilitzada durant els anys d'abans de la guerra per a amagar als esclaus fugitius en el seu camí cap a la llibertat.

### Esport universitari
Lancaster acull el Franklin & Marshall College i els seus diversos equips esportius, inclòs l'equip de futbol Diplomats. Els Diplomats juguen els seus partits a casa al Shadek Stadium de Lancaster. El Shadek Stadium es va construir el 2017 i envolta el camp Tom Gilburg. A part del futbol americà, l'estadi Shadek també acull competicions de lacrosse masculí i femení.
La Centennial Conference té la seu a Lancaster, cofundada per Franklin & Marshall College el 1981.

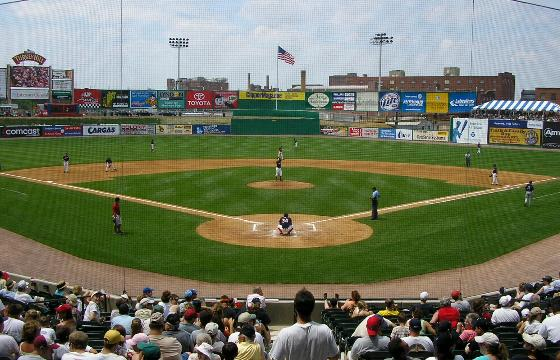
Penn Medicine Park, el camp natal dels Lancaster Stormers

El Lancaster Bicycle Club acull una cursa anual de bicicletes Covered Bridge Metric Century. L'any 2010 hi van participar més de 2.500 corredors.
La ciutat de Lancaster acollí el Tom Bamford Lancaster Classic, un esdeveniment internacional de curses de bicicletes professionals que se celebra cada juny des de 1992. Va formar part de l'UCI Amèrica Tour 2006-2007 i de l'USA Cycling Professional Tour del 2007.

### Golf
Els tornejos de l'Open femení de golf dels Estats Units del 2015 i 2024 es celebraren al Lancaster Country Club .

### Hoquei herba
El 2013 USA Field Hockey va anunciar la seva intenció de traslladar el seu centre nacional d'entrenament per a l'equip nacional femení d'hoquei sobre herba dels Estats Units al comtat de Lancaster. Van signar amb Spooky Nook Sports fins al 2022 després de buscar durant molts anys un lloc al nord-est per a establir-s'hi.

### Esports amateurs a Lancaster
La zona suburbana de Lancaster acull diversos equips esportius amateurs. L'hoquei sobre gel està representat pels Central Penn Panthers, un membre de la Atlantic Metropolitan Hockey League de nivell júnior, i tant els Lancaster Firebirds com l'organització juvenil d'hoquei aficionat Regency Panthers del Districte Atlàntic de l'Hoquei dels EUA. El Roller Derby està representat pels Dutchland Derby Rollers, un equip de roller derby totalment femení que juga per recaptar diners per a diverses organitzacions benèfiques, i ha ocupat la posició 23 al món per Derby News Network.

## Govern

### Local
Lancaster funciona sota una forma de govern d'alcalde/consell. El 7 de novembre de 2017, l'exconsellera Danene Sorace fou escollida 43è alcaldessa de Lancaster, la segona dona que ocupava el càrrec.  L'Ajuntament està format per set membres: la presidenta Amanda Bakay, el vicepresident Jaime Arroyo i els regidors Ahmed Ahmed, Lochard Calixte, Faith Craig, Janet Diaz i John Hursh.
El maig de 2023 els votants de Lancaster aprovaren un referèndum que permetia a l'Ajuntament crear una comissió per estudiar l'adopció de l'autogovern per a Lancaster City. La Comissió d'Estudi de l'Autoritat resultant ha votat l'esborrany d'una carta de règim autònom el gener de 2024.

### Federal
Malgrat que en conjunt el comtat de Lancaster té una marcada tendència republicana, la ciutat de Lancaster s'inclina cap al vot demòcrata. Els demòcrates registrats tenien un avantatge de 13.000 votants respecte als republicans registrats a la ciutat al juny del 2009. El candidat presidencial dels EUA Barack Obama va guanyar fàcilment a la ciutat de Lancaster, rebent el 76% dels vots durant les eleccions del 2008.
Moltes institucions privades i públiques proporcionen educació a Lancaster. El districte escolar de Lancaster gestiona les escoles públiques de la ciutat. Establert el 1836, és el segon districte escolar més antic de Pennsilvània.

### Bombers

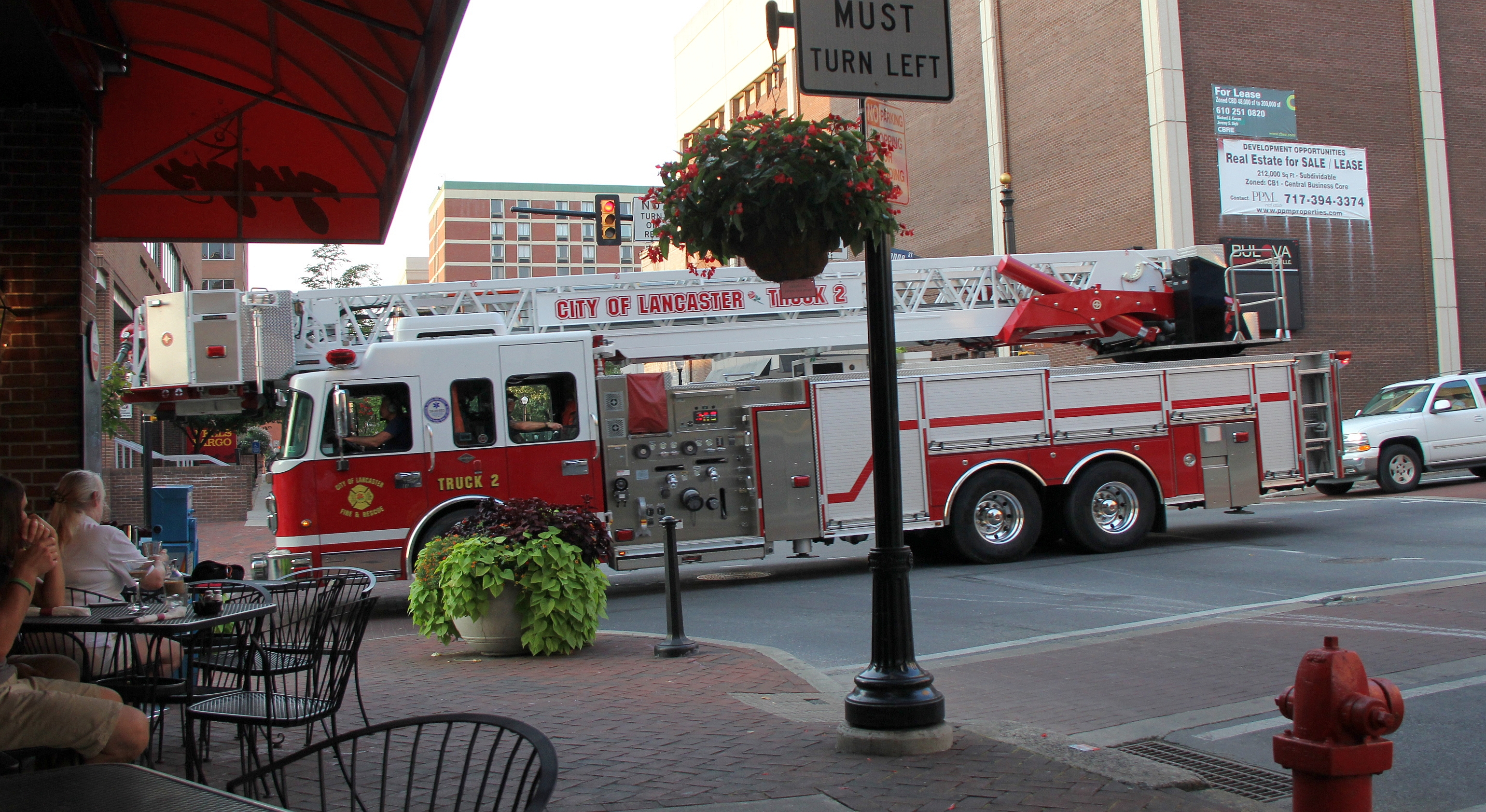
Vehicle de bombers a Lancaster

El Lancaster City Bureau of Fire gestiona tres companyies de motors i una de camions. Establert l'1 d'abril de 1882, compta amb un total de 74 uniformats. L'Oficina respon a més de 3.000 trucades d'emergència anuals.

### Departament de policia
La ciutat de Lancaster gestiona el City of Lancaster Bureau of Police. Fundat el 1865 la comissaria és al 39 W. Chestnut Street, al centre de Lancaster, i consta d'uns 147 oficials jurats i 46 empleats civils. L'Oficina de Policia gestiona dotze sectors o districtes i gestiona quatre divisions, entre elles Patrulla, Investigació Criminal, Serveis Administratius i Serveis Contractats. L'Oficina també segueix sent la major agència d'aplicació de la llei més gran del comtat de Lancaster.

### Transport

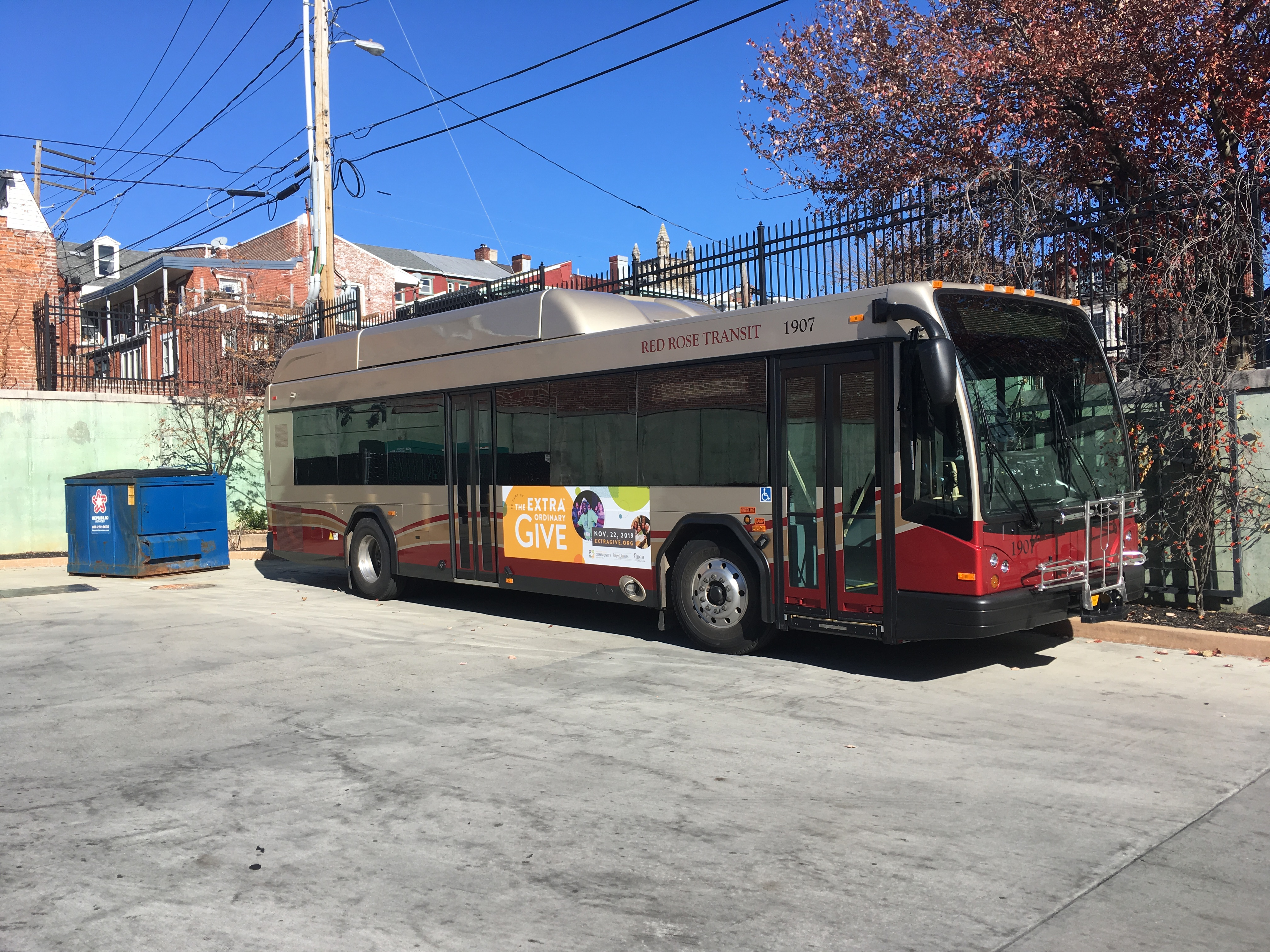
Un autobús de la Red Rose Transit Authority a l'estació de Queen Street al centre de Lancaster

La Red Rose Transit Authority (RRTA) gestiona serveis de transport públic local amb autobús a la ciutat de Lancaster i les zones circumdants del comtat de Lancaster. RRTA té la seu central fora de la ciutat de Lancaster. L'estació de Queen Street, al centre de Lancaster, serveix com a centre de trànsit per a diverses rutes d'autobusos RRTA.
Bieber Transportation Group (abans Capitol Trailways) anteriorment proporcionava el trànsit d'autobusos interurbans des de l'estació de trens i autobusos de Lancaster fins a Reading, Norristown, Filadèlfia i la ciutat de Nova York a l'est i York a l'oest; el servei es suspengué l'1 d'abril del 2018. El servei d'autobús interurbà des de York i Lancaster fins a Nova York fou représ per OurBus el juliol de 2018.
Amtrak també dóna servei a l' estació de trens i autobusos de Lancaster, situada a l'extrem més al nord de la ciutat al número 53 de l'avinguda East McGovern. El Pennsylvanian, amb servei entre Pittsburgh i Nova York via Filadèlfia, així com el Keystone Service, que va de Harrisburg a la ciutat de Nova York passant per Filadèlfia, tots dos donen servei a Lancaster.

### Subministraments
L'electricitat a Lancaster la proporciona PPL Corporation a Allentown. UGI Utilities subministra gas natural a la ciutat. El City of Lancaster Water Department ofereix servei d'aigua als residents i empreses de la ciutat. El departament d'Obres Públiques de la ciutat proporciona servei d'aigües residuals a Lancaster, gestionant la planta avançada de tractament d'aigües residuals de la ciutat de Lancaster que dóna servei a la ciutat i als municipis circumdants. La recollida d'escombraries i reciclatge tembé el du a terme el departament d'Obres Públiques de la ciutat.

## Persones i grups destacats
- Peter Andrelczyk, jugador de beisbol professional retirat que jugà als Miami Marlins.[77]
- Benjamin Smith Barton, (1766–1815), botànic, naturalista i metge i un dels primers professors d'història natural dels EUA.
- Elias Bonine, (1843–1916), fotògraf[78]
- James Buchanan, (1791–1868), advocat, diplomatic i politic que fou el 15è president dels EUA
- Shane Campbell (1994), jugador de futbol.[79]
- Russell Canouse (1995), jugador de futbol.[80]
- Adam Cole, (1989), lluitador que actua per a All Elite Wrestling (AEW)[81]
- Barney Ewell, (1918–1996), olimpista que participà als jocs del 1948
- Jonathan Groff, (1985), actor i cantnatn
- Billy Kametz, (1987–2022), doblador i actor de teatre[82]
- Samuel P. Ziegler (1882–1967), pintor, educador, music[83]